# Liste von Persönlichkeiten der Stadt Shanghai

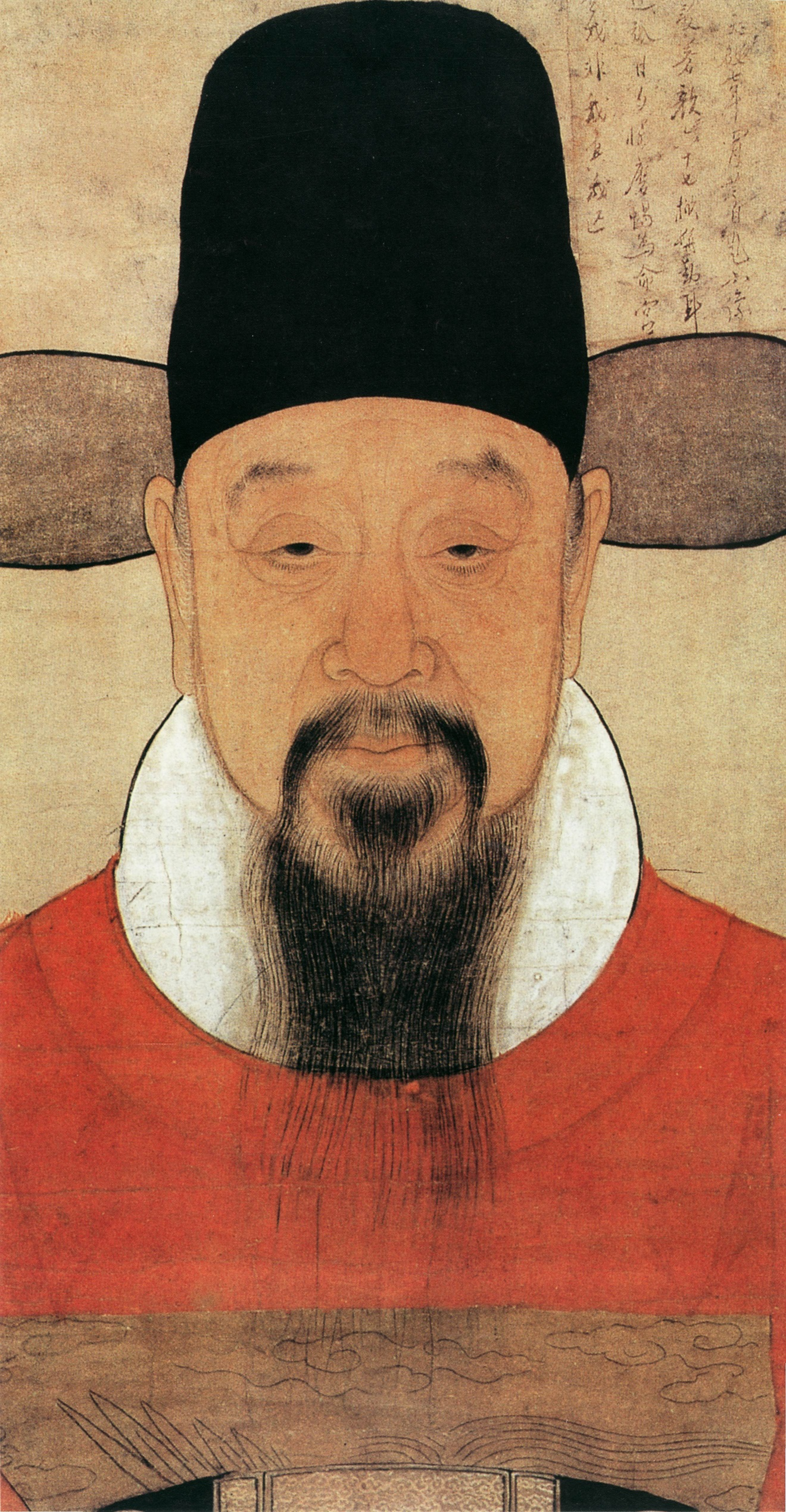
Xu Guangqi
(1562–1633)

Hu Shi
(1891–1962)

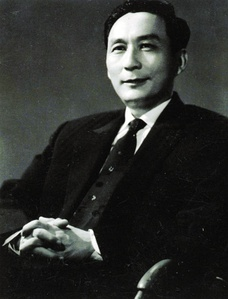
Zheng Junli
(1911–1969)

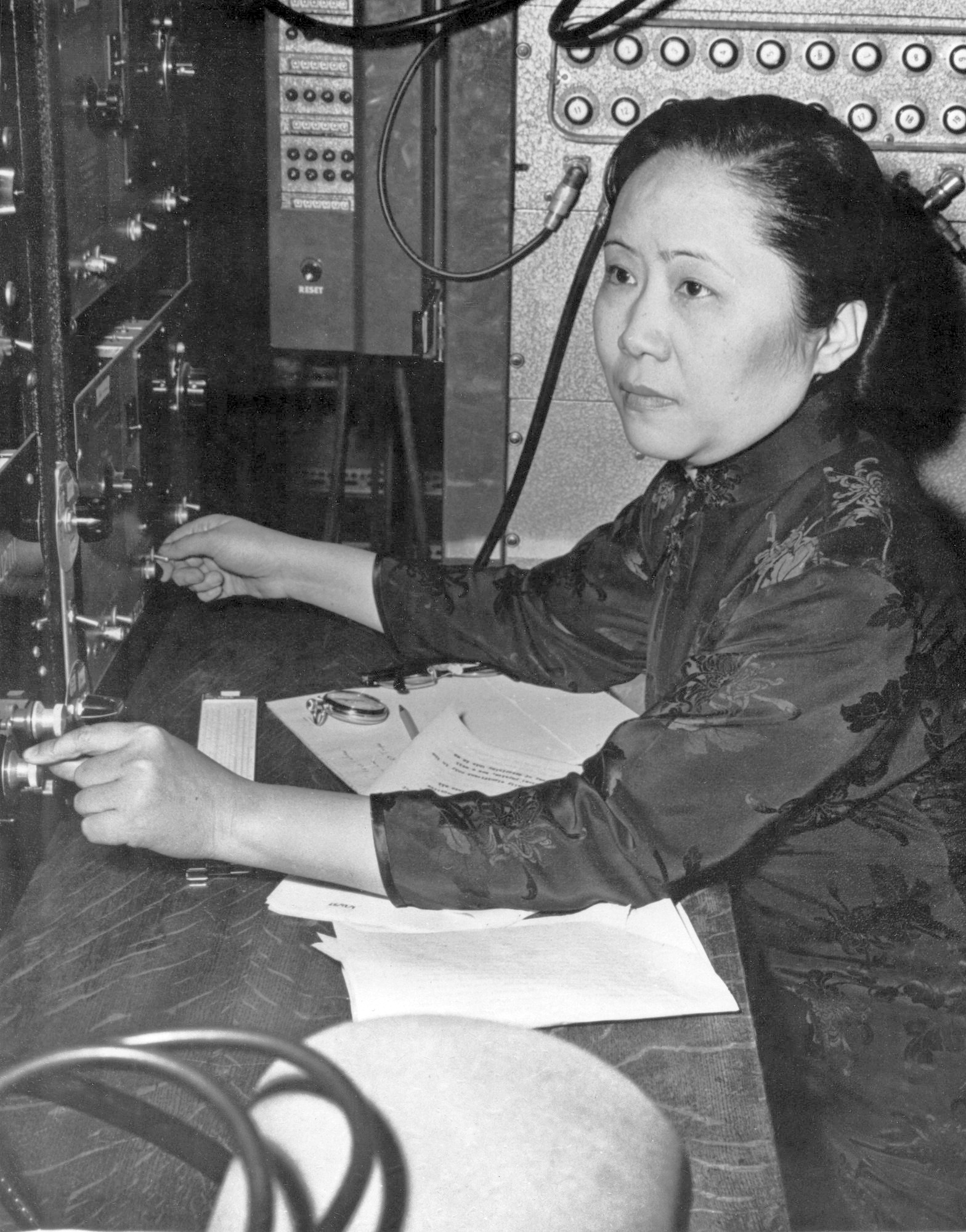
Chien-Shiung Wu
(1912–1997)

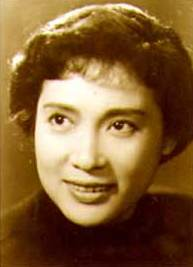
Qin Yi
(* 1922)

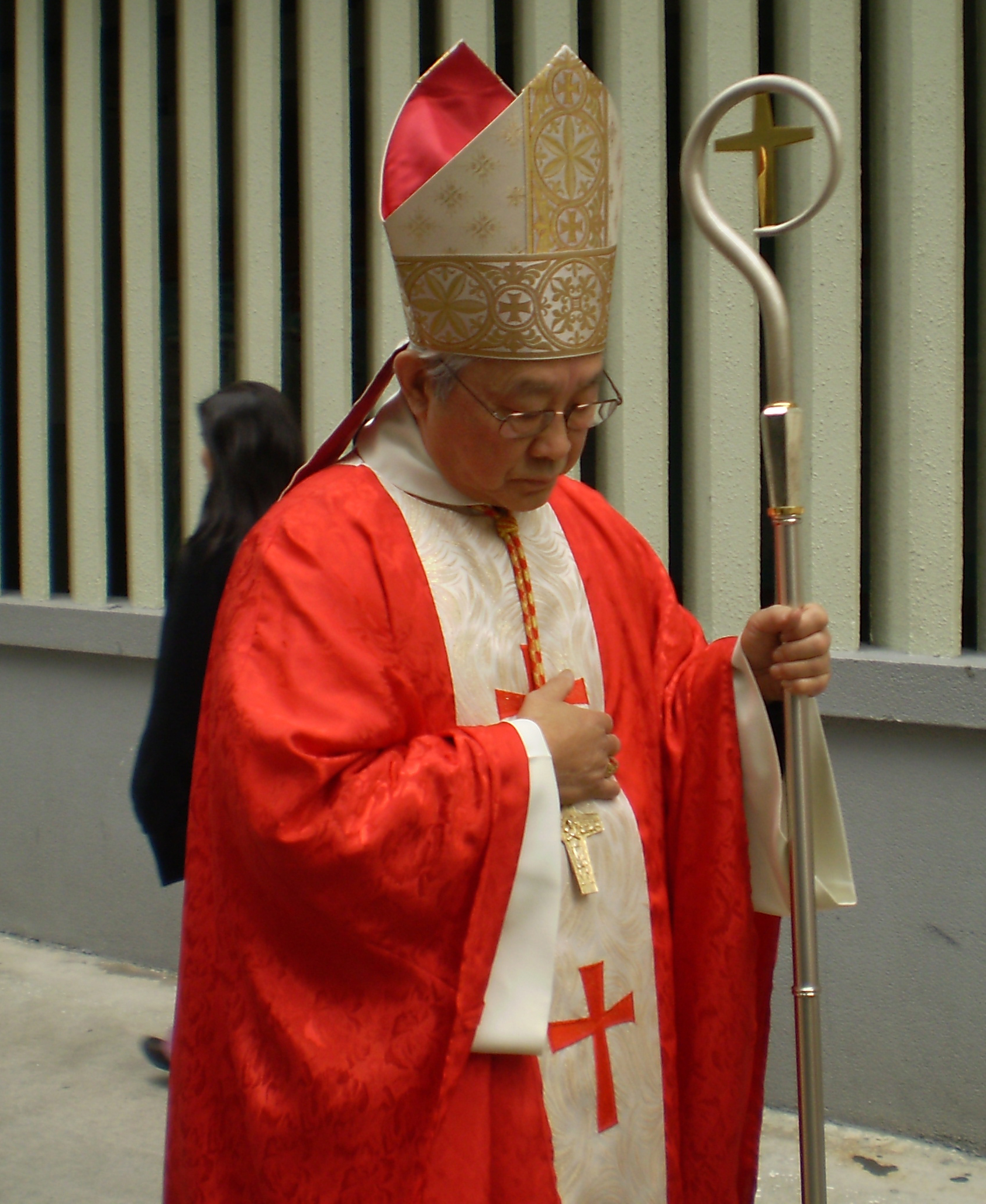
Joseph Zen Ze-kiun
(* 1932)

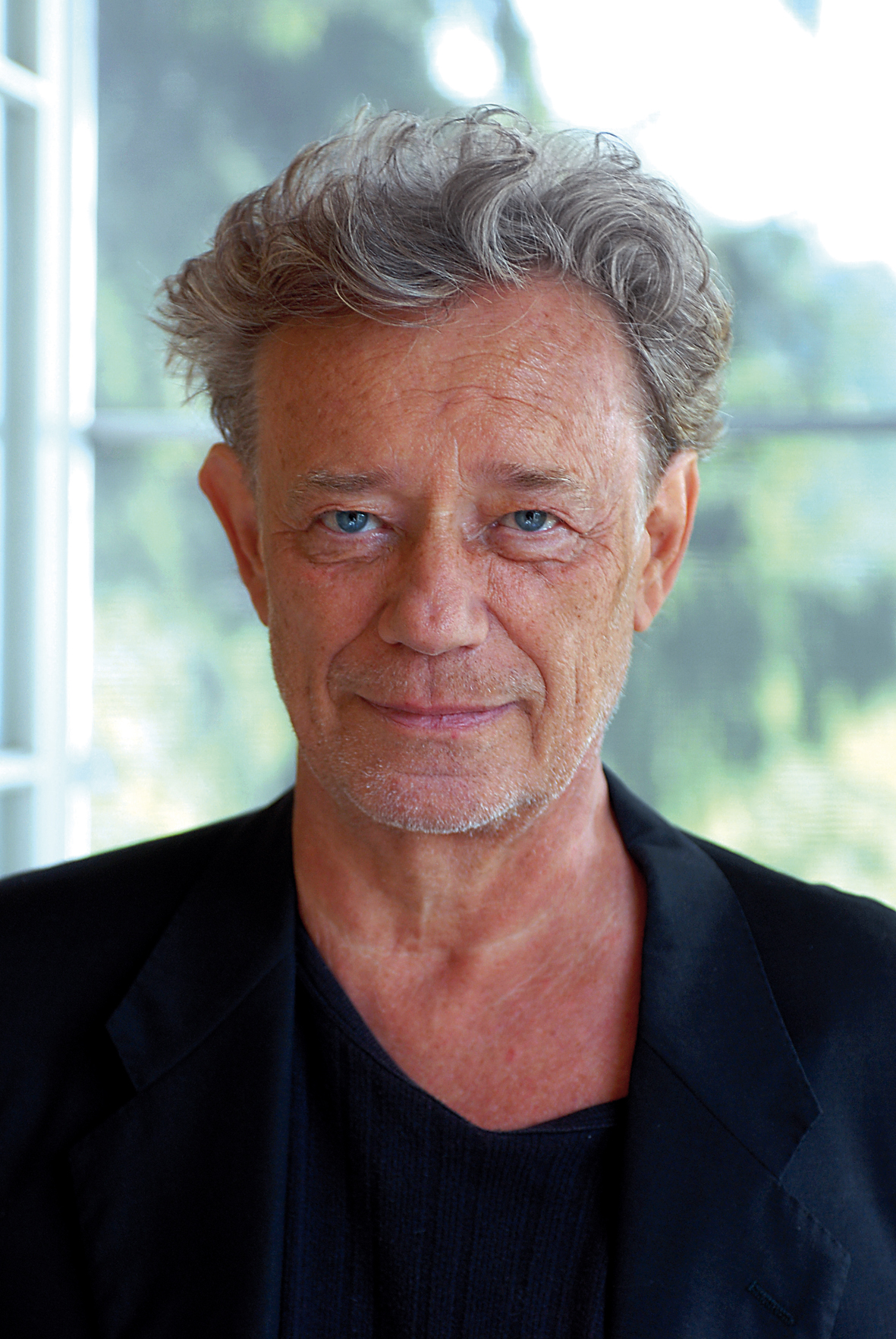
Gert Voss
(1941–2014)

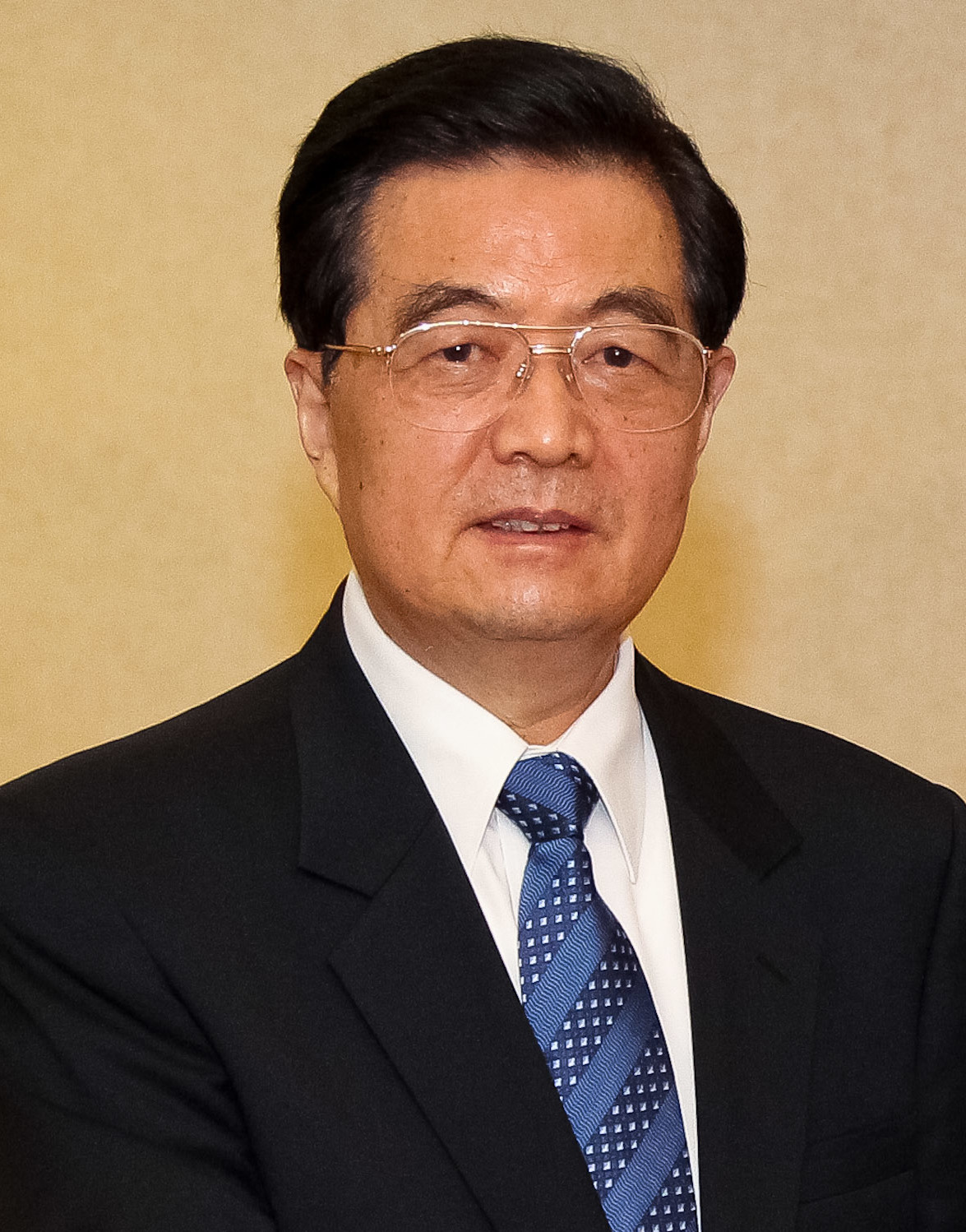
Hu Jintao
(* 1942)

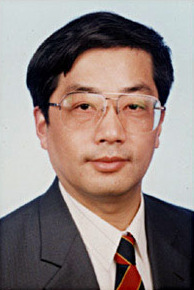
Pan Guang
(* 1947)

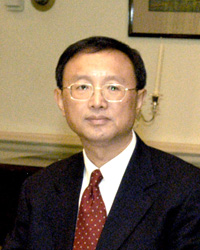
Yang Jiechi
(* 1950)

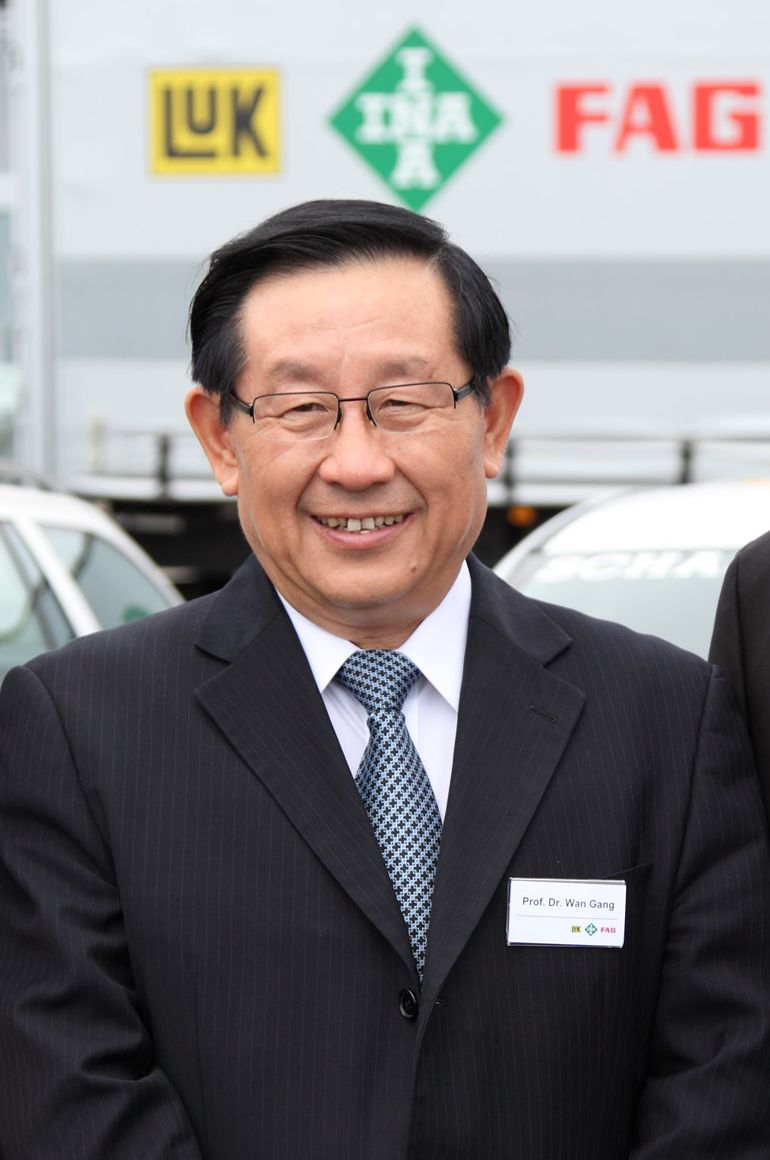
Wan Gang
(* 1952)

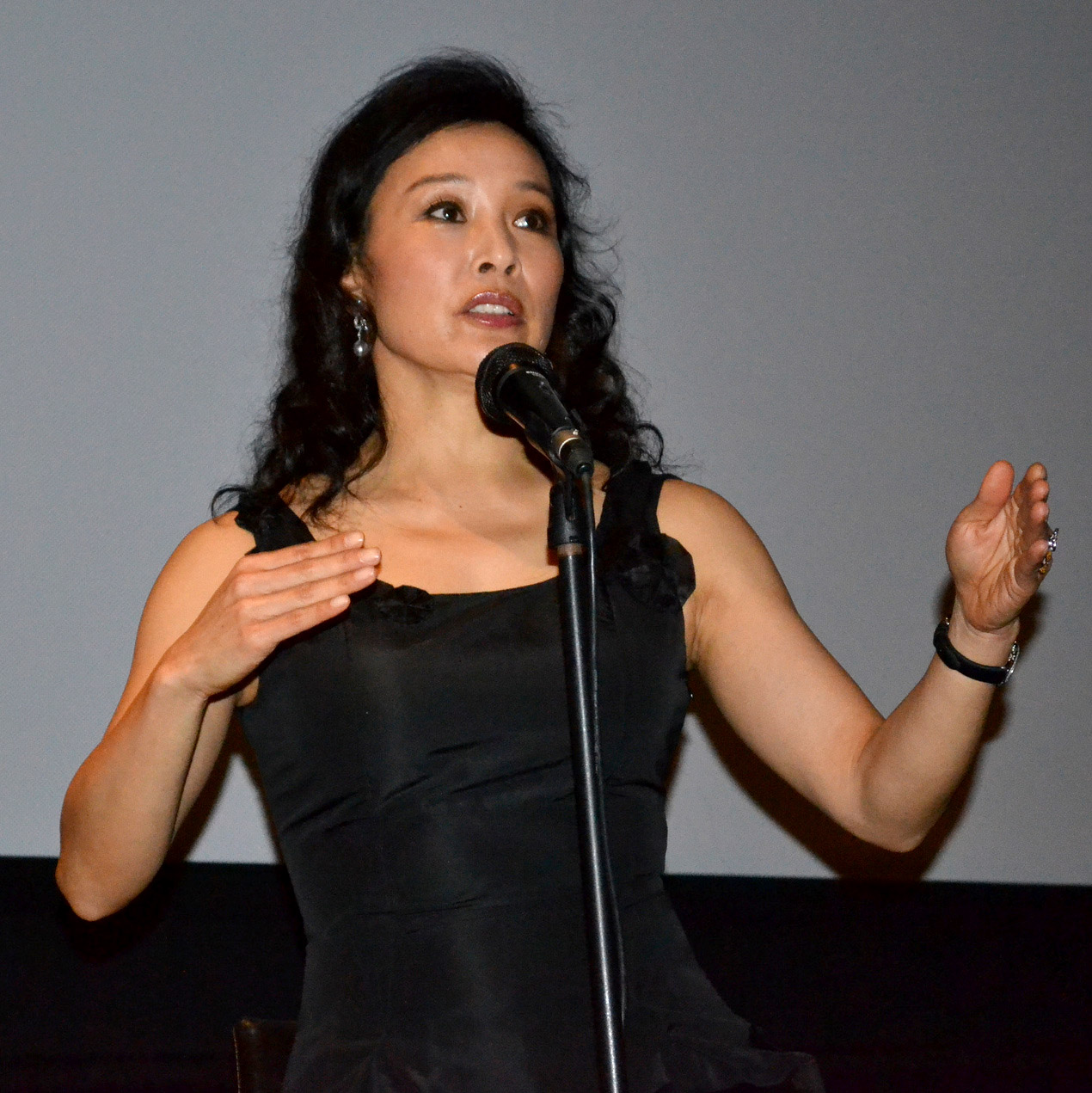
Joan Chen
(* 1961)

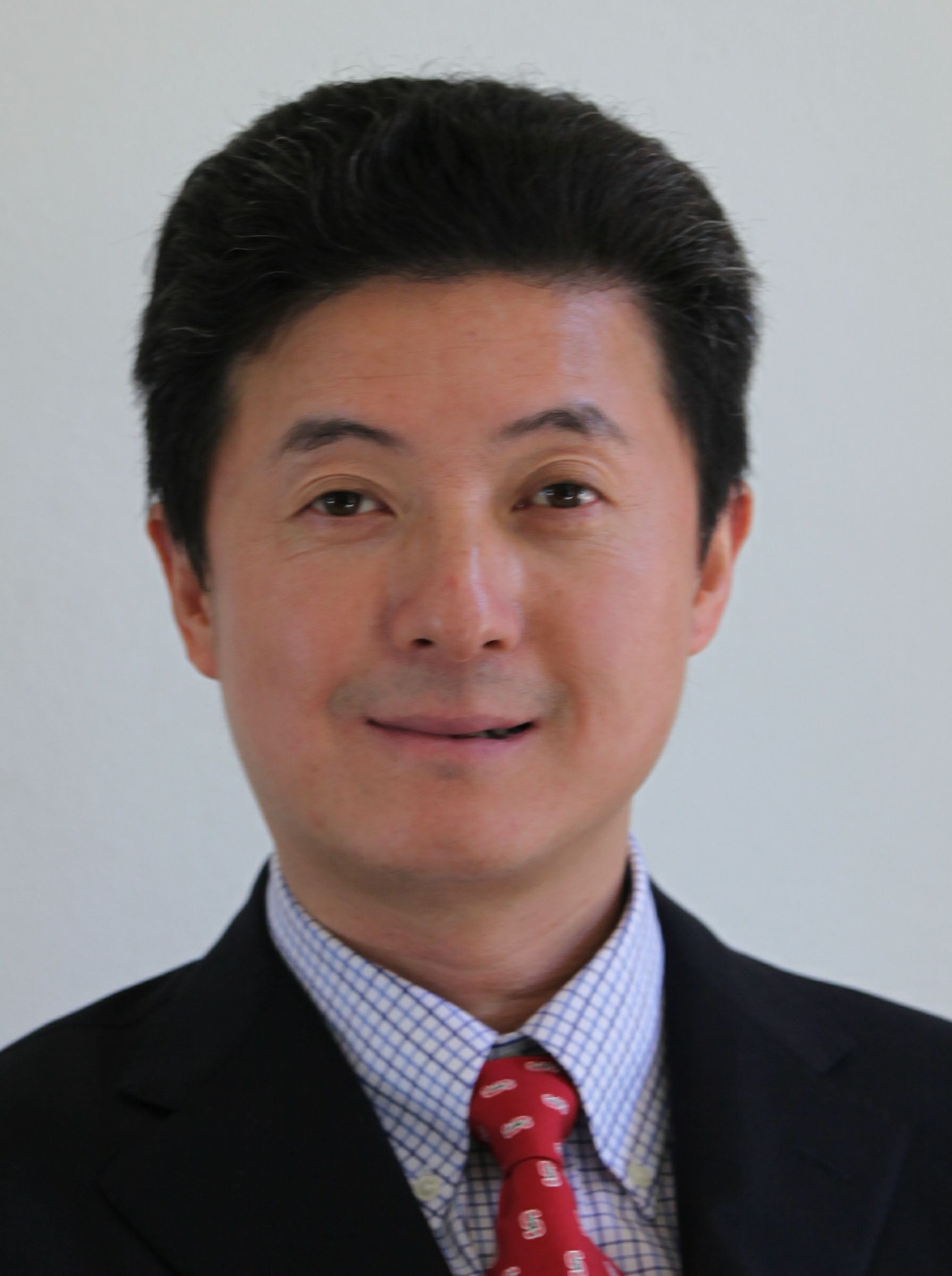
Shoucheng Zhang
(1963–2018)

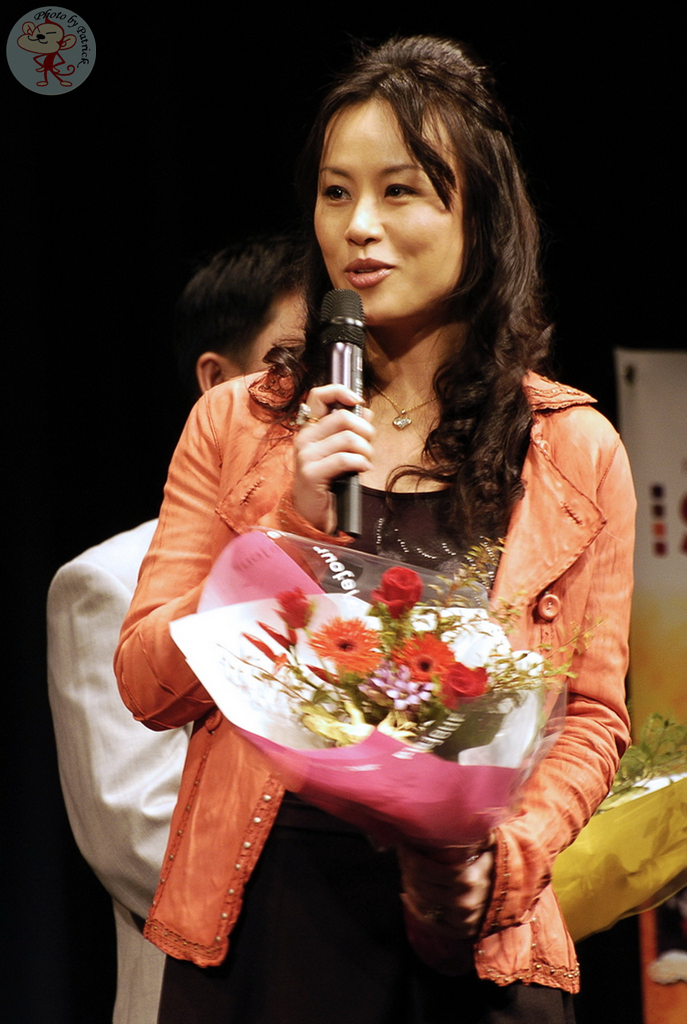
Vivian Wu
(* 1966)

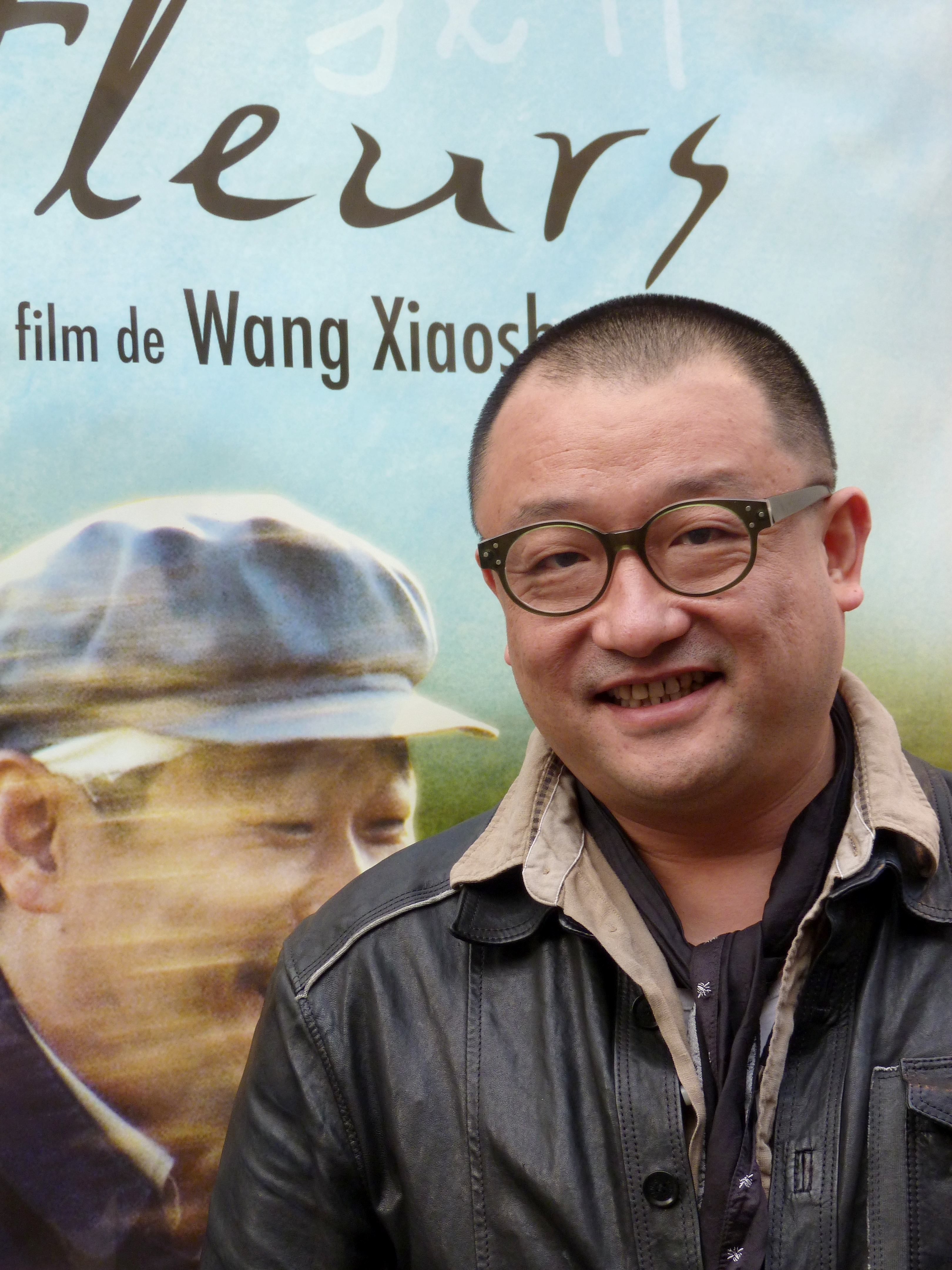
Wang Xiaoshuai
(* 1966)

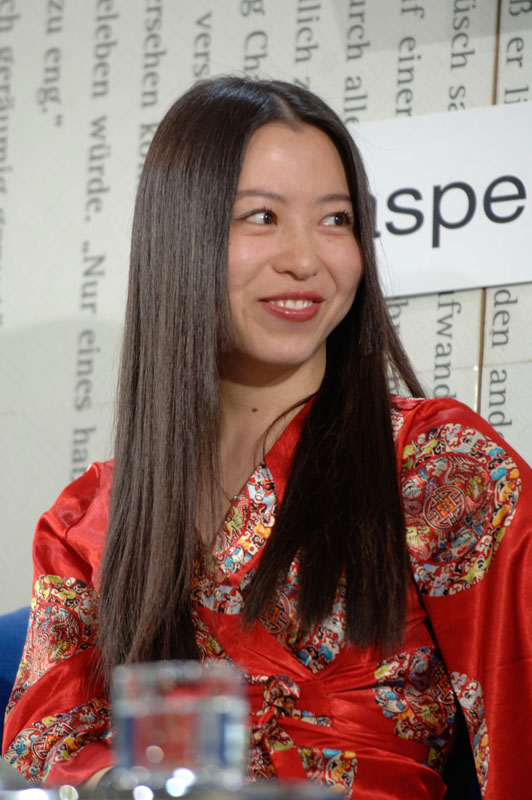
Zhou Weihui
(* 1973)

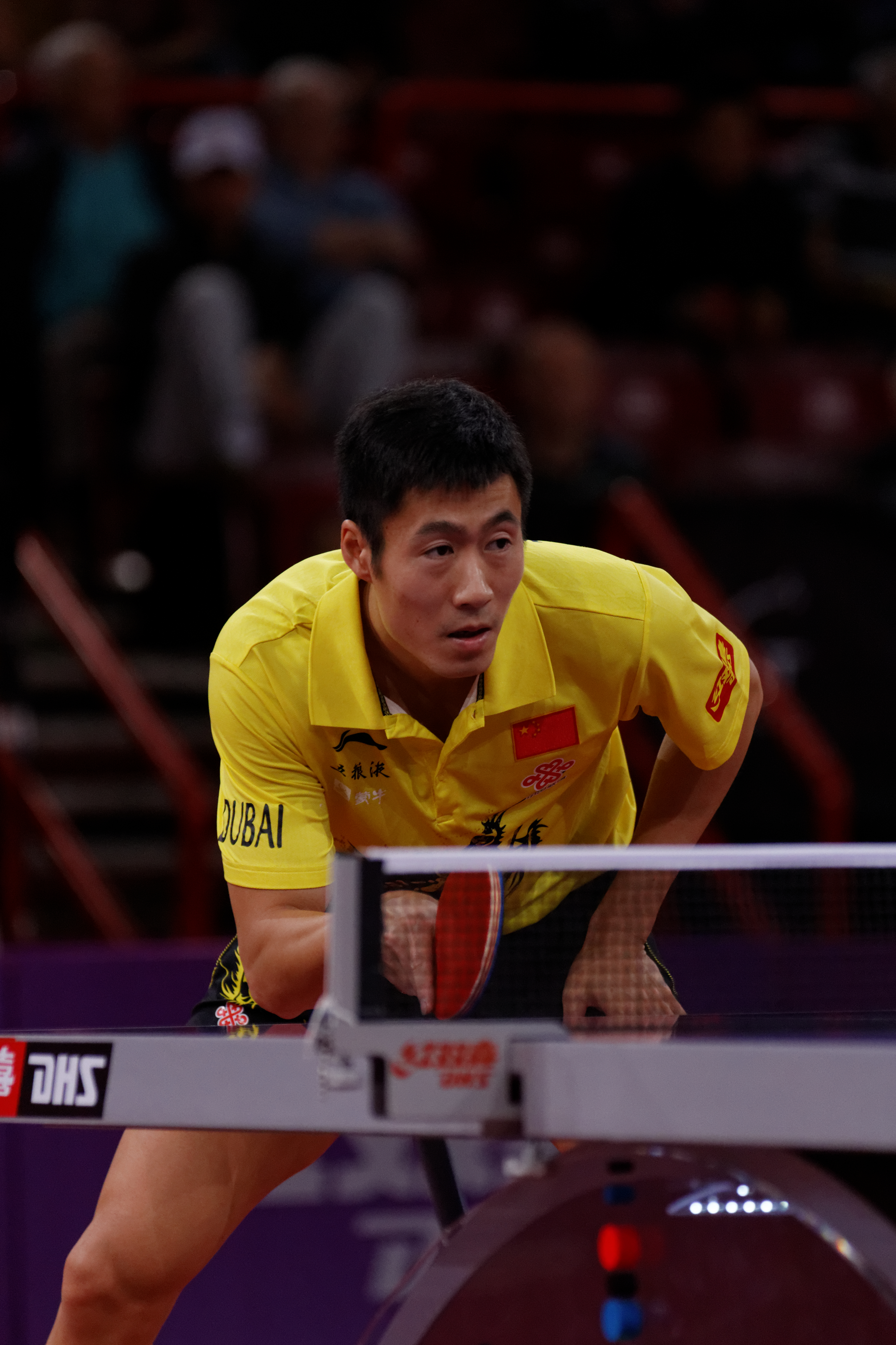
Wang Liqin
(* 1978)

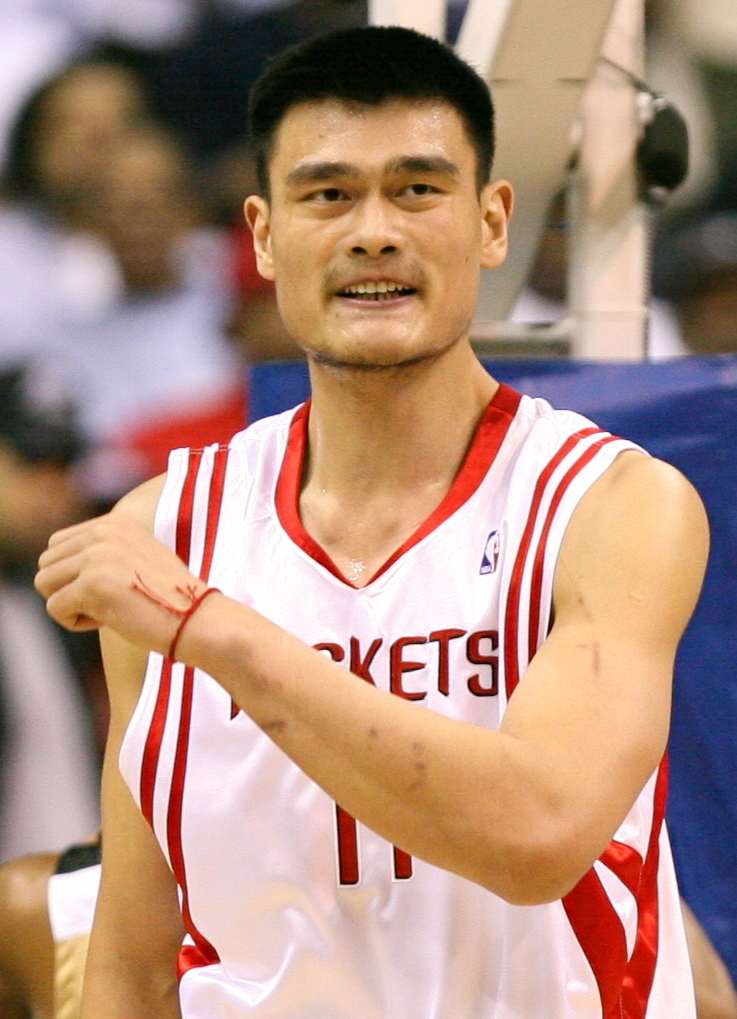
Yao Ming
(* 1980)

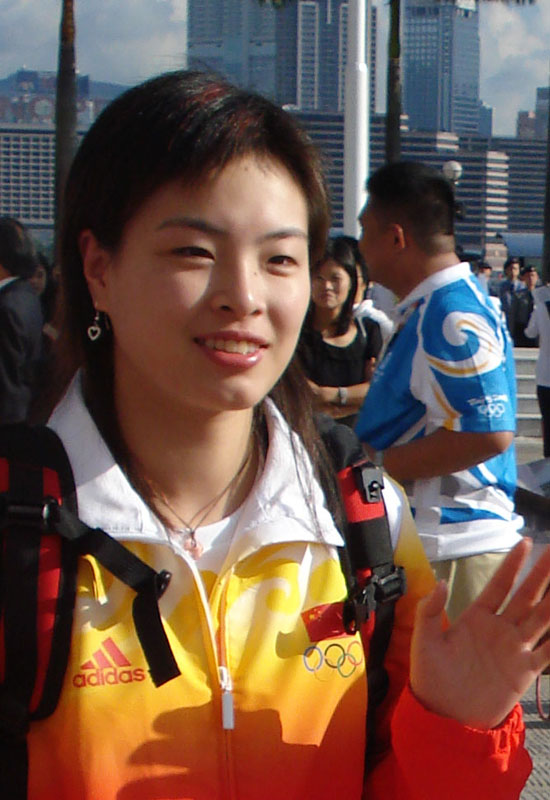
Wu Minxia
(* 1985)

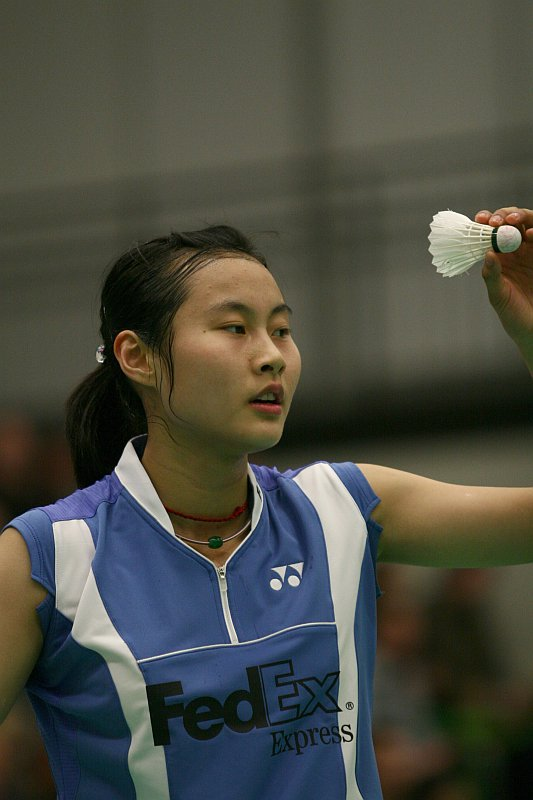
Wang Yihan
(* 1988)

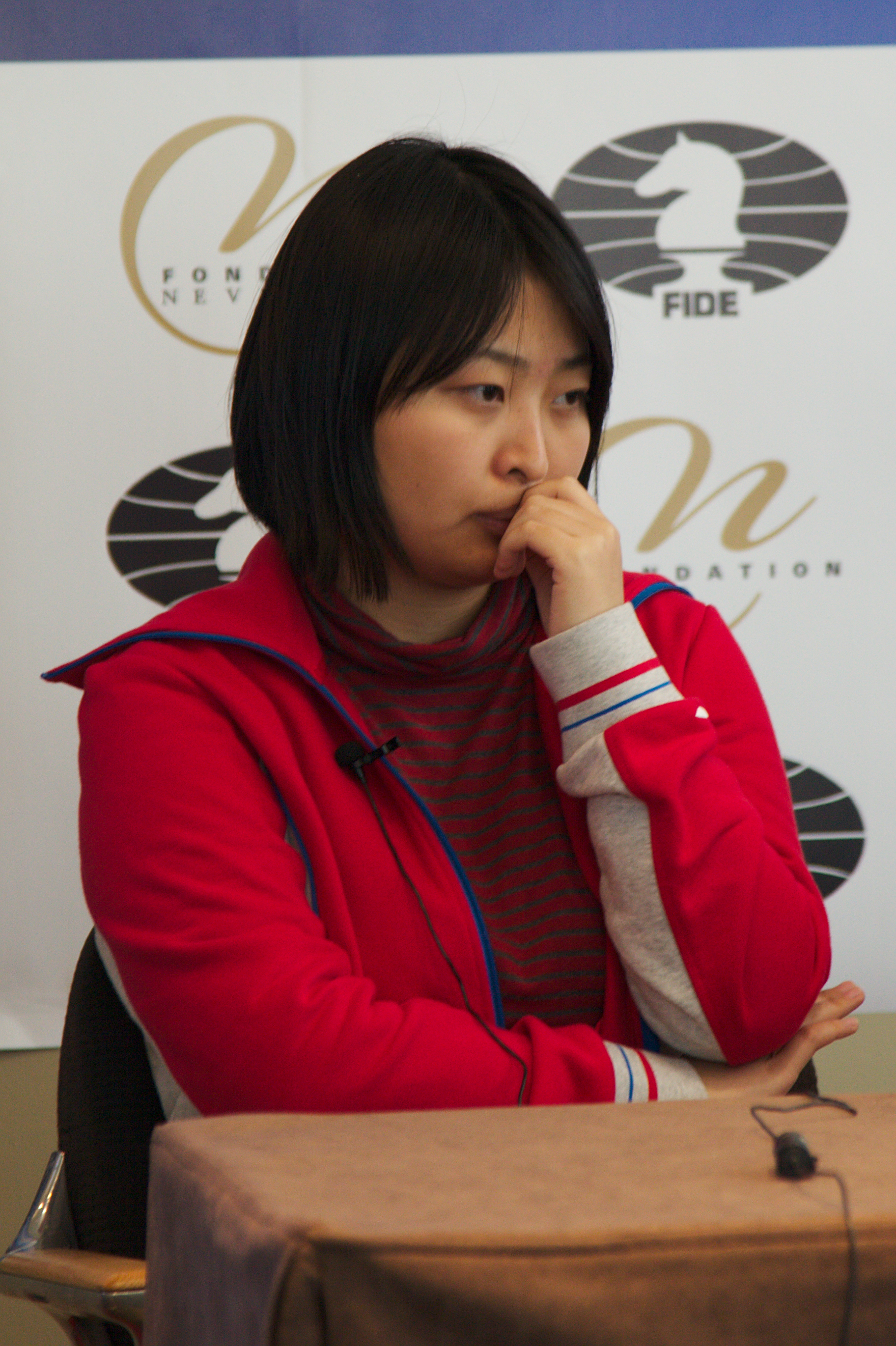
Ju Wenjun
(* 1991)

Dies ist eine Liste bekannter Persönlichkeiten, die in der chinesischen Stadt Shanghai geboren wurden.

## 16. bis 18. Jahrhundert
- Xu Guangqi (1562–1633), Gelehrter und Minister der Ming-Dynastie

## 19. Jahrhundert
- Emma Eames (1865–1952), US-amerikanische Opernsängerin (Sopran) und Gesangspädagogin
- Georges Dreyer (1873–1934), dänischer Arzt und Wissenschaftler
- Franz Knoop (1875–1946), deutscher Chemiker
- Cao Rulin (1877–1966), Politiker
- Hermann Gipperich (1882–1959), deutscher Diplomat und Generalkonsul
- Charles Little (1882–1973), britischer Admiral
- Waldemar Hirth (1884–1963), deutscher Konteradmiral
- Li Fuji (1885–1947), gilt als der erste Chinese überhaupt, der in Physik promoviert hat
- Henry Sze (1885–1967), Schauspieler beim deutschen Stummfilm
- Wellington Koo (1887–1985), Diplomat
- Zheng Zhengqiu (1889–1935), Drehbuchautor und Filmregisseur
- Hu Shi (1891–1962), Philosoph, Philologe und Politiker
- Erich Eiswaldt (1894–1974), deutscher Diplomat und Botschafter in Kabul
- Margarete Seiff (1896–1976), deutsche Psychoanalytikerin
- Song Meiling (1897–2003), zweite Ehefrau des chinesischen Generalissimo Chiang Kai-shek
- Grace Zia Chu (1899–1999), chinesisch-amerikanische Lehrerin, Autorin und Köchin
- George Robertson (1900–1976), britischer Schwimmer

## 20. Jahrhundert

### 1901–1910
- Duncan P. Ferguson (1901–1974), US-amerikanischer Bildhauer
- Ignatius Kung Pin-Mei (1901–2000), römisch-katholischer Kardinal, Häftling im Kommunismus
- Nordahl Wallem (1902–1972), norwegischer Regattasegler
- Li Shiqun (1905–1943), Politiker
- Cai Chusheng (1906–1968), Filmregisseur
- Fei Mu (1906–1951), Filmregisseur und Drehbuchautor
- Robert van der Veen (1906–1996), niederländischer Hockeyspieler
- Helmut Ammann (1907–2001), Schweizer Bildhauer, Maler, Graphiker und Glasmaler
- Hu Die (1907–1989), Schauspielerin
- Yvonne Cormeau (1909–1997), Agentin der britischen nachrichtendienstlichen Spezialeinheit Special Operations Executive im Zweiten Weltkrieg
- Han Langen (1909–1982), Schauspieler und Filmregisseur
- Ruan Lingyu (1910–1935), Schauspielerin

### 1911–1920
- Mary Hayley Bell (1911–2005), britische Schauspielerin und Dramatikerin
- Wei-Liang Chow (1911–1995), chinesisch-US-amerikanischer Mathematiker
- Fritz Gebhardt von Hahn (1911–2003), deutscher Diplomat in der Zeit des Nationalsozialismus
- Zheng Junli (1911–1969), Schauspieler und Filmregisseur
- Huang Wanli (1911–2001), Ingenieur und Hydrologe
- Chien-Shiung Wu (1912–1997), chinesisch-US-amerikanische Physikerin
- Molly Yard (1912–2005), US-amerikanische Frauenrechtlerin
- Erna Yoshida Blenk (1913–1996), Schweizer Malerin, Zeichnerin und Grafikerin
- Molly Hide (1913–1995), englische Cricketspielerin
- Ralph Pappier (1914–1998), deutsch-argentinischer Filmregisseur
- Rupprecht Gerngross (1915–1996), deutscher Jurist und NS-Widerstandskämpfer
- Denton Welch (1915–1948), englischer Schriftsteller und Maler
- Terence Young (1915–1994), britischer Regisseur
- Kai Lai Chung (1917–2009), chinesischstämmiger US-amerikanischer Mathematiker
- Gia-Fu Feng (1919–1985), US-amerikanischer Übersetzer klassischer daoistischer Literatur und ein Tao-Lehrer chinesischer Herkunft
- Wu Wenjun (1919–2017), Mathematiker
- Zhang Ailing (1920–1995), Schriftstellerin und Drehbuchautorin
- Edmond Henri Fischer (1920–2021), schweizerisch-US-amerikanischer Biochemiker
- Zhang Chengji (1920–1988), buddhistischer Gelehrter und Philosoph
- An Wang (1920–1990), Computerentwickler und Erfinder

### 1921–1930
- Nils R. Müller (1921–2007), norwegischer Filmregisseur
- Wu Xueqian (1921–2008), Politiker und von 1982 bis 1988 Außenminister der Volksrepublik China
- John Gillespie Magee (1922–1941), angloamerikanischer Poet und Jagdflieger der Royal Canadian Air Force während des Zweiten Weltkrieges
- Suh Sui Cho (1922–2008), Tischtennisspieler
- Qin Yi (1922–2022), Film- und Theaterschauspielerin
- Al Bartlett (1923–2013), US-amerikanischer Physiker und Hochschullehrer
- Luo Xiaowei (1925–2020), Architektin
- Tsung-Dao Lee (1926–2024), US-amerikanischer Physiker und Nobelpreisträger chinesischer Herkunft
- Octave Levenspiel (1926–2017), US-amerikanischer Chemieingenieur
- Roy Chiao (1927–1999), Schauspieler
- Jacques Mayol (1927–2001), französischer Apnoetaucher
- Han Ying-chieh (1927–1991), Schauspieler
- Julia Chang Lin (1928–2013), US-amerikanische Literaturwissenschaftlerin
- Hu Hesheng (1928–2024), Mathematikerin
- Qian Qichen (1928–2017), Politiker und von 1988 bis 1998 Außenminister VR China
- Klaus Müller-Ibold (1929–2014), deutscher Stadtplaner und Oberbaudirektor in Hamburg
- Walasse Ting (1929–2010), chinesisch-US-amerikanischer Künstler und Dichter
- James Graham Ballard (1930–2009), britischer Schriftsteller

### 1931–1940
- Maik Hamburger (1931–2020), deutscher Übersetzer, Publizist und Dramaturg
- Bernard Morin (1931–2018), französischer Mathematiker
- Ru Xin (* 1931), Philosophiehistoriker
- Joseph Wang Yu-jung (1931–2018), römisch-katholischer Bischof von Taichung
- Edward Judd (1932–2009), britischer Schauspieler
- Joseph Zen Ze-kiun (* 1932), römisch-katholischer Kardinal
- Mark di Suvero (* 1933), US-amerikanischer Bildhauer
- Wang Jianzhong (1933–2016), Komponist und Pianist
- Charles Kuen Kao (1933–2018), US-amerikanisch-britischer Physiker und Nobelpreisträger chinesischer Herkunft
- Xia Meng (1933–2016), Schauspielerin
- Fou Ts’ong (1934–2020), chinesisch-britischer klassischer Pianist
- Chung L. Tang (1934–2022), chinesischstämmiger US-amerikanischer Physiker
- George Atkinson (1935–2005), US-amerikanischer Stuntman, Laienschauspieler und Geschäftsmann; Gründungsvater der Videotheken
- Pat Carney (1935–2023), kanadische Politikerin
- Peter Gottwald (* 1935), deutscher Psychiater und Psychologe
- Antonio Xu Jiwei (1935–2016), römisch-katholischer Bischof von Taizhou (Zhejiang)
- Mario Machado (1935–2013), US-amerikanischer Schauspieler, Fernseh- und Radio-Reporter
- Ingrid  Noll (* 1935), deutsche Schriftstellerin
- Victor Chang (1936–1991), Herzchirurg und ein Pionier der modernen Herztransplantation in Australien
- Tao Ho (1936–2019), Designer der Flagge Hongkongs und des Emblems der Sonderverwaltungszone
- Liu Dehai (1937–2020), Pipaspieler, Komponist und Musikpädagoge
- Tung Chee-hwa (* 1937), Geschäftsmann und Politiker
- Nina Wang (1937–2007), Unternehmerin und Milliardärin
- Harry Wu (1937–2016), US-amerikanischer Dissident und Autor chinesischer Herkunft
- John Semmelink (1938–1959), kanadischer Skirennläufer niederländischer Herkunft
- Dan Vadis (1938–1987), US-amerikanischer Bodybuilder und Schauspieler
- Xu Yinsheng (* 1938), Tischtennisspieler
- Michael Chow (* 1939), britischer Schauspieler und Gastronom chinesischer Herkunft
- Michael H. Crawford (1939–2024), US-amerikanischer Anthropologe, Humanbiologe und Professor
- Sonja Mühlberger (* 1939), deutsche Schriftstellerin
- Olga Georges-Picot (1940–1997), französische Schauspielerin
- Taylor Wang (* 1940), US-amerikanischer Astronaut
- Manfred Worm (1940–2013), deutscher Jurist

### 1941–1950
- Ma Jiangbao (1941–2016), Tai-Chi-Chuan-Meister
- Ho-kwang Mao (* 1941), US-amerikanischer Geowissenschaftler chinesischer Herkunft
- Mike Medavoy (* 1941), US-amerikanischer Filmproduzent
- José Song Sui-Wan (1941–2012), brasilianischer Ordenspriester chinesischer Herkunft; römisch-katholischer Bischof von São Gabriel da Cachoeira
- Gert Voss (1941–2014), deutscher Bühnenschauspieler
- Li Furong (* 1942), Tischtennisspieler und -funktionär
- Hu Jintao (* 1942), Politiker und von 2003 bis 2013 Staatspräsident der Volksrepublik China
- Shui-Nee Chow (* 1943), Mathematiker
- Serge Ermoll (1943–2010), australischer Jazzpianist
- Thierry Jordan (* 1943), französischer römisch-katholischer Geistlicher und seit 1999 Erzbischof von Erzbistum Reims
- Shannon Lucid (* 1943), US-amerikanische Astronautin
- Stephan Sulke (* 1943), Schweizer Liedermacher, Keyboarder und Gitarrist
- Danny Yung (* 1943), Künstler
- Bruno Beijer (* 1944), schwedischer Diplomat
- Chen Zude (1944–2012), Go-Spieler
- Chang Che-shen (* 1945), taiwanischer Politiker
- Rita Fan (* 1945), von 1998 bis 2008 Präsidentin der gesetzgebenden Versammlung von Hongkong
- Michael Yeung Ming-cheung (1945–2019), römisch-katholischer Geistlicher, Bischof von Hongkong
- Cheng Pei-pei (1946–2024), Schauspielerin
- Victor J. Dzau (* 1946), chinesisch-US-amerikanischer Kardiologe und Forscher
- Vivian Jeanette Kaplan (* 1946), Autorin
- Andrew Yao (* 1946), taiwanisch-US-amerikanischer Informatiker
- Pan Guang (* 1947), Politikwissenschaftler und Historiker
- Edward Yang (1947–2007), taiwanischer Filmregisseur
- Li Ching (1948–2018), Schauspielerin
- Claudia Maria Cornwall (* 1948), kanadische Schriftstellerin und Journalistin
- Zhu Guanghu (* 1949), Fußballspieler und -trainer
- Barry Lam (* 1949), taiwanesischer Unternehmer
- Tang Muhai (* 1949), Komponist und Dirigent
- Zheng Enchong (* 1950), Rechtsanwalt
- Cheng Enfu (* 1950), Professor der Wirtschaftswissenschaften
- Yang Jiechi (* 1950), Politiker und von 2007 bis 2013 Außenminister der Volksrepublik China
- Tsui Lap Chee (* 1950), Genetiker und Präsident der Universität Hongkong

' Tsung Yeh (* 1950), Dirigent

### 1951–1960
- Qigang Chen (* 1951), französischer Komponist chinesischer Herkunft
- Wan Gang (* 1952), Politiker und Automobil-Ingenieur
- Danny Lee Sau-Yin (* 1952), Schauspieler, Filmproduzent, Regisseur und Showmaster
- Zhang Deying (* 1953), Tischtennisspielerin
- Qiu Xiaolong (* 1953), Schriftsteller, Hochschullehrer, Krimi-Autor und Übersetzer
- Shi Mingde (* 1954), Diplomat
- Xue Hanqin (* 1955), Juristin und Richterin am Internationalen Gerichtshof
- Wang Huning (* 1955), Politiker
- Bright Sheng (* 1955), US-amerikanischer Komponist, Dirigent und Pianist chinesischer Herkunft
- Zhu Jianhua (* 1956), Germanist
- Anchee Min (* 1957), chinesisch-US-amerikanische Schriftstellerin
- Chen Danyan (* 1958), Schriftstellerin
- Wong Kar-Wai (* 1958), Drehbuchautor, Filmproduzent und Filmregisseur
- Ding Yi (* 1959), chinesisch-österreichischer Tischtennisspieler
- Bei Ling (* 1959), Schriftsteller, Poet, Essayist und Dissident
- Shi Zhihao (* 1959), Tischtennisspieler und -funktionär
- Weili Dai (* 1960), chinesischstämmige US-amerikanische Unternehmerin
- Yan Pei-Ming (* 1960), Maler
- Betti Xiang (* 1960), Musikerin

### 1961–1970
- Joan Chen (* 1961), chinesisch-US-amerikanische Schauspielerin und Regisseurin
- Ying Chen (* 1961), kanadische Schriftstellerin chinesischer Herkunft
- Nina Li Chi (* 1961), Schauspielerin
- Yuan Shun (* 1961), Videokünstler
- Sze Yu (* 1962), australischer Badmintonspieler chinesischer Herkunft
- Xu Fengxia (* 1963), Musikerin
- Rui Naiwei (* 1963), Go-Spielerin
- Ni Xialian (* 1963), chinesische und luxemburgische Tischtennisspielerin
- Donald Tang (* 1963), chinesisch-US-amerikanischer Chemieingenieur und Manager in der Bekleidungsindustrie
- Shoucheng Zhang (1963–2018), US-amerikanischer theoretischer Festkörperphysiker chinesischer Herkunft
- Cao Kefei (* 1964), Theaterregisseurin, Autorin und Übersetzerin
- Zhang Weiping (* 1964), Mathematiker
- He Zhili (* 1964), chinesische und japanische Tischtennisspielerin
- Lou Ye (* 1965), Regisseur
- Vivian Wu (* 1966), US-amerikanische Schauspielerin chinesischer Herkunft
- Wang Xiaoshuai (* 1966), Filmregisseur und Drehbuchautor
- Lu Hao (* 1967), Politiker
- Lu Wenyu (* 1967), Architektin
- Liu Hao (* 1968), Regisseur
- Jing Jun Hong (* 1968), Tischtennisspielerin und -trainerin
- Desmond Shum (* 1968), Autor
- Yang Zhenzong (* 1968), Videokünstler und Fotograf
- Fan Zhiyi (* 1969), Fußballspieler
- Wang Wei (* 1970), Unternehmer

### 1971–1980
- Kevin Han (* 1972), US-amerikanischer Badmintonnationalspieler
- Hai-Ye Ni (* 1972), Cellistin und Musikpädagogin
- Yang Wenyi (* 1972), Schwimmerin und Olympiasiegerin
- Jin Yan (* 1972), Fußballspielerin
- Zhuang Yong (* 1972), Schwimmerin
- Daniel Zhang (* 1972), Manager
- Zhou Weihui (* 1973), Schriftstellerin
- Sun Wen (* 1973), FIFA-Fußballerin des Jahrhunderts
- Tao Luna (* 1974), Sportschützin und Olympiasiegerin
- Wang Pin (* 1974), Schachspielerin
- Xie Hui (* 1975), Fußballspieler
- Xie Huilin (* 1975), Fußballspielerin
- Le Jingyi (* 1975), Schwimmerin
- Wang Chen (* 1976), Badmintonspielerin
- Ying Wang (* 1976), deutsche Komponistin und Hochschullehrerin
- Du Yun (* 1977), Komponistin, Multiinstrumentalistin und Performancekünstlerin
- Hu Binyuan (* 1977), Sportschütze
- Chi Cao (* etwa 1978), britischer Balletttänzer chinesischer Herkunft
- Wang Liqin (* 1978), Tischtennisspieler
- You Wenhui (* 1979), Beachvolleyballspielerin
- Yao Ming (* 1980), Basketballspieler
- Pu Wei (* 1980), Fußballspielerin

### 1981–1990
- Chen Qi (* 1981), Speerwerfer
- Zhu Yingwen (* 1981), Freistil-Schwimmerin
- Han Han (* 1982), Rallyefahrer, Schriftsteller und Songwriter
- Celina Lin (* 1982 oder 1983), Pokerspielerin
- Ji Ting (* 1982), Fußballspielerin
- Sun Xiang (* 1982), Fußballspieler
- Tang Fei (* 1983), Schriftstellerin
- Ni Hua (* 1983), Schachspieler
- Tan Ruiwu (* 1983), kroatischer Tischtennisspieler
- Liu Xiang (* 1983), Leichtathlet und Olympiasieger
- Wang Zhijiong (* 1983), Geigerin
- Zhu Lin (* 1984), Badmintonspielerin
- Pang Jiaying (* 1985), Freistilschwimmerin
- Jing Lusi (* 1985), britische Theater- und Filmschauspielerin
- Sun Qiuting (* 1985), Synchronschwimmerin
- Wu Minxia (* 1985), Wasserspringerin
- Zhang Ying (* 1985), Fußballspielerin
- Badiucao (* 1986), Cartoonist, Street-Art-Künstler und politischer Aktivist
- Ji Linjun (* 1986), Beachvolleyballspielerin
- Xu Linyin (* 1986), Beachvolleyballspieler
- Ma Yunwen (* 1986), Volleyballspielerin
- Wu Yiwen (* 1986), Synchronschwimmerin
- Ma Qinghua (* 1987), Rennfahrer
- Xu Lijia (* 1987), Regattaseglerin
- Jin Yuan (* 1988), Leichtathletin
- Zhou Jianchao (* 1988), Schachspieler
- Wang Yihan (* 1988), Badmintonspielerin
- Huo Liang (* 1989), Wasserspringer
- Liu Zige (* 1989), Schwimmerin
- Huang Xuechen (* 1990), Synchronschwimmerin

### 1991–2000
- Ju Wenjun (* 1991), Schachmeisterin
- Zhong Tianshi (* 1991), Radsportlerin
- Tang Yi (* 1993), Schwimmerin
- Tang Mengni (* 1994), Synchronschwimmerin
- Yuanling Yuan (* 1994), kanadische Schachspielerin
- Hua Runhao (* 1996), Tennisspieler
- Wang Xinjie (* 1996), Sportschütze
- Zhang Zhizhen (* 1996), Tennisspieler
- Zhang Ling (* 1997), Ruderin
- Chen Xinyi (* 1998), Schwimmerin
- Zhou Guanyu (* 1999), Automobilrennfahrer
- Zhu Chenjie (* 2000), Fußballspieler
- Ben Wang (* 2000), Schauspieler

## 21. Jahrhundert
- Qin Weibo (* 2002), Hürdenläufer
- Xu Zhuoyi (* 2003), Hürdenläufer